# Priamos

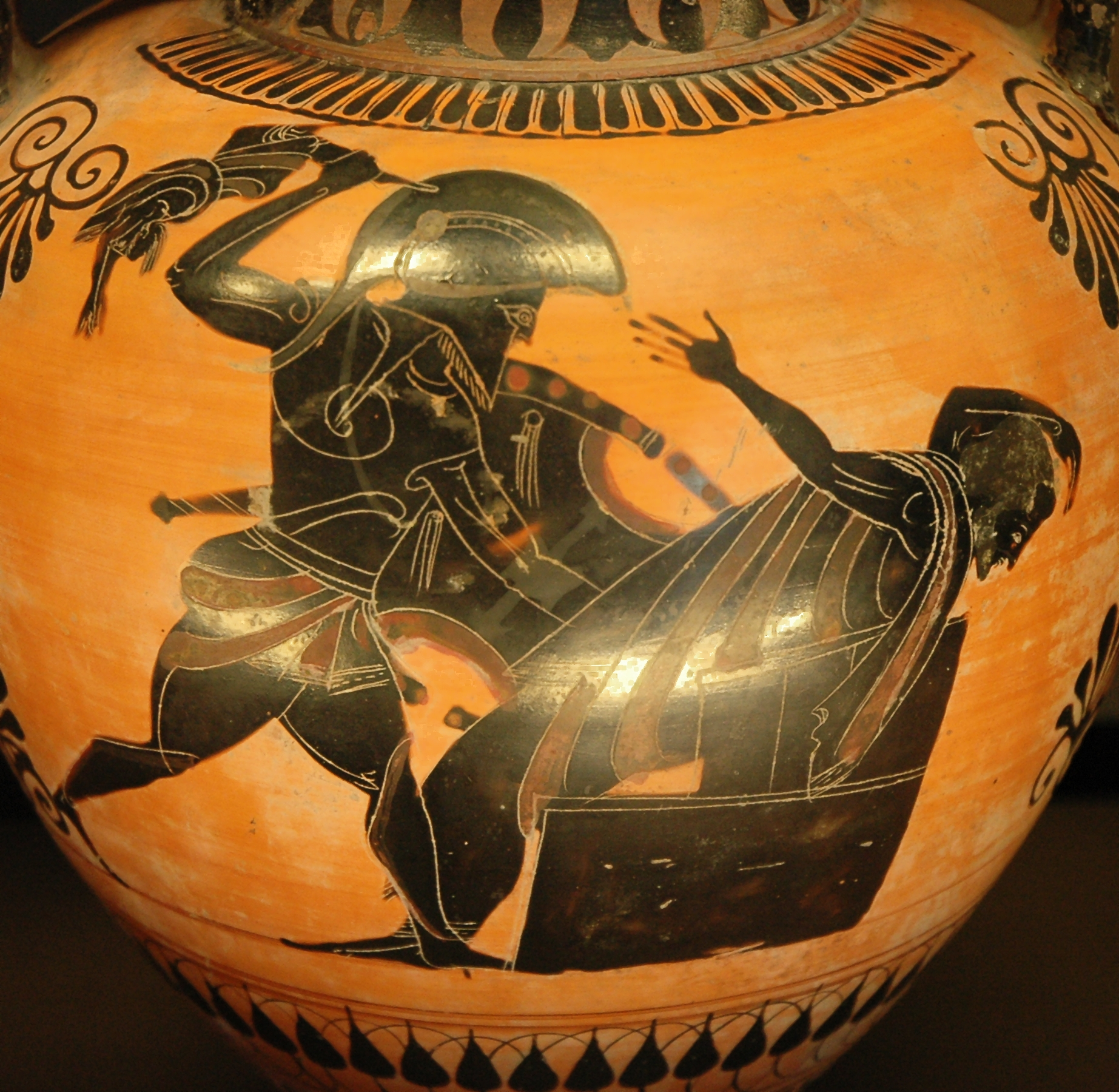
Priamos dödas av Neoptolemos. Detalj från en attisk svartfigurig amfora, cirka 520–510 f.Kr.

Priamos, "Den friköpte", var i den grekiska mytologin kung i Troja, far till Hektor, Kassandra och Paris. 
Homeros beskriver Priamos som en ädel gestalt som drabbas av många tragedier under Trojas belägring.
Priamos hade enligt myten 50 söner och 50 döttrar med sin hustru Hekabe samt konkubiner. I den prosaiska Eddan (Snorres Edda) hävdar Snorre att Priamos genom en av sina döttrar, Troan, var förfader till asarna, som senare utvandrade till Nordeuropa.
Asteroiden 884 Priamus är uppkallad efter honom.